# Campionati europei di atletica leggera 2028
I XXVIII Campionati Europei di atletica leggera (in inglese: 2028 European Athletics Championships) si svolgeranno allo Stadio della Slesia di Chorzów, in Polonia. Le date sono da confermare.
Questa è la prima volta che la Polonia ospiterà i Campionati europei di atletica leggera, anche se Chorzów ha ospitato i campionati del mondo di staffette del 2021, i campionati europei a squadre di atletica leggera del 2021 della Super League e gli eventi di atletica dei Giochi Europei del 2023, ospita annualmente il meeting Kamila Skolimowska Memorial della Diamond League e ospiterà i Campionati Europei a squadre 2027 . Lo Stadion Śląski è stato ricostruito tra il 2009 e il 2017 e ha una capacità completamente coperta di 55.211 posti.
l 30 maggio 2021, la European Athletic Association (EAA), la Polish Athletic Association (PZLA) e il Voivodato di Slesia hanno firmato una lettera di intenti per ospitare i Campionati europei di atletica leggera del 2028. Katowice-Slesia aveva precedentemente fatto un'offerta per l'edizione del 2024 che è stata assegnata a Roma.